# Tribunal d'arrondissement (Luxembourg)
Pour les autres articles nationaux ou selon les autres juridictions, voir Tribunal d'arrondissement.

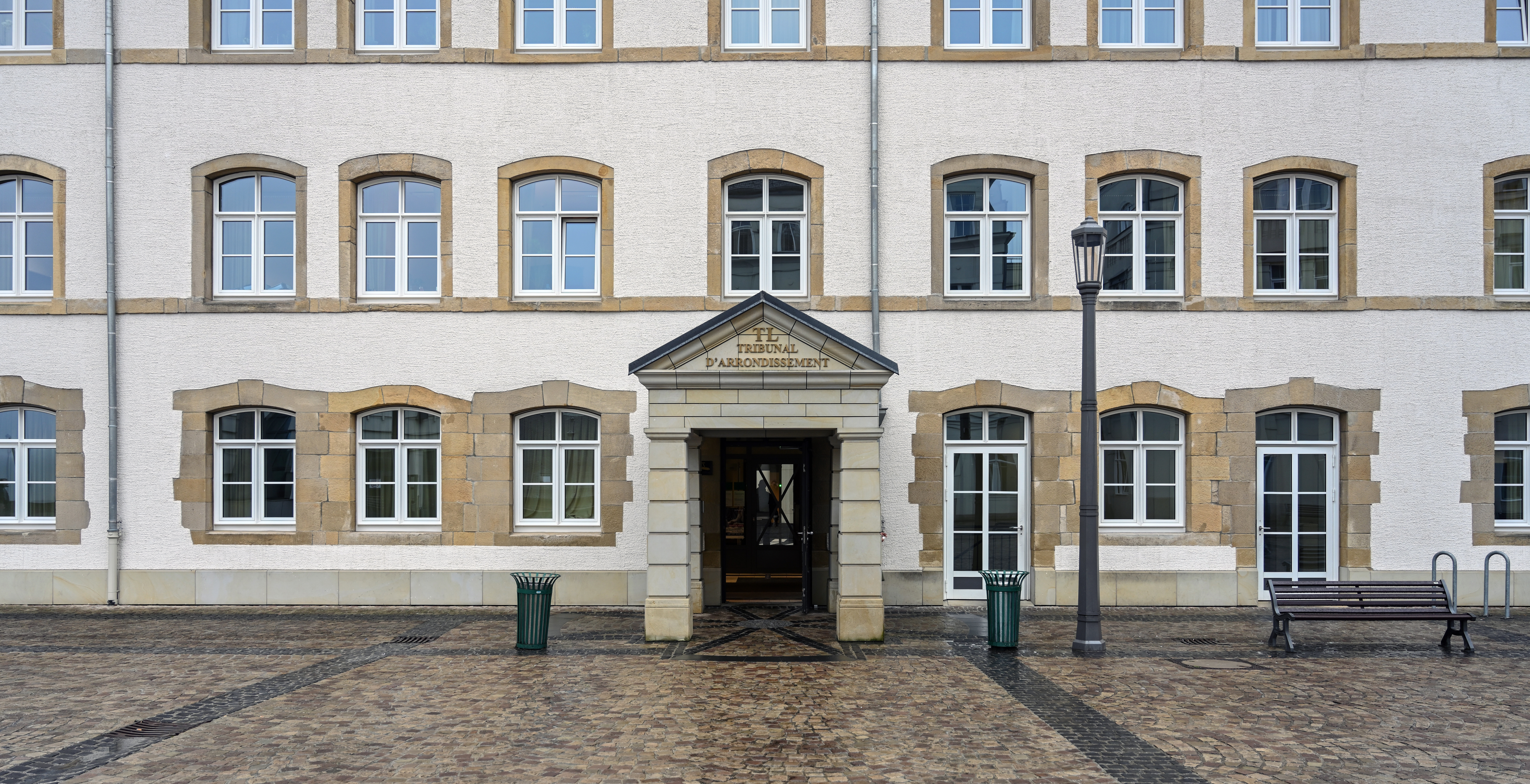
Le tribunal d'arrondissement de Luxembourg

Au Grand-Duché de Luxembourg, le pays est divisé en deux arrondissements judiciaires, celui de Luxembourg et celui de Diekirch, à chacun des deux correspond un tribunal d'arrondissement.
Ces tribunaux siègent en matière civile et commerciale dans toutes les affaires que la loi n'a pas expressément attribuées à une autre juridiction.
En matière pénale, les tribunaux d'arrondissement, sont organisés sous forme de chambre correctionnelle ou chambre criminelle. L’attribution d’une affaire à l’une ou l’autre chambre dépend de la gravité de l’infraction pénale.
Enfin, la section dénommée Tribunal de la jeunesse et des tutelles est compétente pour juger des affaires sur la protection de la jeunesse, telles qu'elles sont déterminées par la législation.